# Бафтинг
Бафтинг (англ. buffeting, від buffet — ударяти, бити) — один з видів  автоколивань.

## Загальний опис
Бафтинг являє собою вимушені коливання конструкції або її частин, викликані впливом на окремі елементи конструкції турбулентних вихорів з розташованих попереду інших конструктивних елементів при їх обтіканні.
Для літальних апаратів бафтинг найчастіше проявляється як різкі несталі коливання хвостового оперення, викликані аеродинамічними імпульсами від струменя повітря за крилом.

## Інтернет-ресурси
- Aeroelasticity Branch - NASA Langley Research Center [Архівовано 17 січня 2006 у Wayback Machine.]
- DLR Institute of Aeroelasticity [Архівовано 14 червня 2018 у Wayback Machine.]
- National Aerospace Laboratory
- The Aeroelasticity Group - Texas A&M University
- NACA Technical Reports - NASA Langley Research Center [Архівовано 18 червня 2013 у Wayback Machine.]
- aviapediya.ru// Бафтинг [Архівовано 1 червня 2018 у Wayback Machine.]
- planeandpilot.ru // Бафтинг
- Відео флаттера і бафтингу